# Karlstad, Minnesota
Karlstad är en stad i Kittson County i norra Minnesota i Förenta Staterna. Staden hade 794 invånare år 2000 och en areal på 3,9 kvadratkilometer. Karlstad använder som slogan uttrycket The Moose Capitol of the North.
Totalt 98 procent av befolkningen i Karlstad utgörs av personer av europeiskt ursprung, medan resterande delar av befolkningen är indianer och latinamerikaner. 

## Historia
Kring 1883 flyttade Carl August Carlson till området där Karlstad i dag är belägen. Carlson anlade där en gård. År 1904 anlades järnväg till gården; runt om denna växte sedan en stadsbebyggelse upp som döptes till Karlstad. Befolkningen i området utgjordes huvudsakligen av svenska immigranter. Snart nog växte ett antal firmor fram med svenskklingande namn: Raier Olson's blacksmith shop, Nordin's hotel, Peter Lofgren's general store för att nämna några.